# Iglesia de Nuestra Señora de la Asunción (Masaya)
La iglesia de Nuestra Señora de la Asunción es un templo religioso católico del siglo XVIII situado en Masaya, departamento de Masaya, Nicaragua.

## Historia
La iglesia data de 1750, época de la Capitanía General de Guatemala en la que la ciudad era una gran productora de cereal y de jarcias y demás objetos para la navegación en los lagos.
Al igual que el resto de iglesias nicaragüenses del siglo XVIII, ha sufrido importantes transformaciones. En 1883 se reformó en estilo neoclásico. La puesta en valor del centro histórico de Masaya pasa por la rehabilitación de la avenida San Jerónimo, desde la iglesia de La Asunción a la de San Jerónimo.

## Descripción
Se trata de una de las iglesias con fachada de época barroca más representativas de Nicaragua, junto a la de Sutiava, las de El Viejo, Rivas, Granada y León. La fachada se construyó con estípites o pilastras serlianas. Cuenta con cúpula central, nave central capillas y ornamentación barroca. En el siglo siglo XIX se añadió una capilla neogótica. Cuenta con campanario tosco, adosado al lado izquierdo. Además, alberga una talla del Santo Niño de Atocha, obra de artesanía popular y local.

## Fiestas patronales
Las fiestas en honor a la Asunción tienen lugar el 15 de agosto, entre cuyos actos se encuentra la Gritería Chiquita, el 14 de agosto.